# ノルウェー海軍艦艇一覧
ノルウェー海軍艦艇一覧は、ノルウェー王国海軍が過去保有した、または現在保有する、または将来保有する予定の、未完成・計画中止を含めた歴代艦艇一覧である。
凡例

## 現有勢力（2024年現在）
- 国防予算：74億3,000万ドル[1]
- 海軍人員：3,411名[1]
- 艦船隻数：28隻（排水量20t以上）[1]

潜水艦×6
ウーラ級
フリゲート×4
フリチョフ・ナンセン級
コルベット×6
高速艇×2
掃海艇×2
測量艦×2
練習艇×4
補給支援艦×1
王室ヨット×1
- 航空機数：16機[1]

陸上固定翼機×11
陸上ヘリコプター×5
- コースト・ガード：船艇15隻[1]

## 艦艇一覧（近代海軍以前）

### フリゲート
機走
- （St. Olaf） - 1856年、34門
- （Kong Sverre） - 1860年、52門

### コルベット
機走
- （Nornen） - 1855年、14門
- （Ellida） - 1856年、6門
- （Nordstjerna） - 1862年、16門

### その他
砲艦
- （Glommen） - 1863年、6門
- （Lougen） - 1863年、6門

## 艦艇一覧（近代海軍）

### 主力艦

#### 戦艦

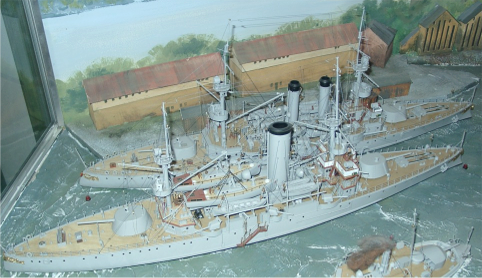
海防戦艦「トルデンショル」（手前）と「アイツヴォル」（奥）

海防戦艦
- ハーラル・ホールファグレ級 - 2隻

ハーラル・ホールファグレ（Harald Haarfagre）、トルデンショル（Tordenskjold）、
- ノルゲ級 - 2隻

ノルゲ（Norge）、アイツヴォル（Eidsvold）、
- ニダロス級 - 2隻[2]

ニダロス（Nidaros） ※ 英『ゴーゴン（Gorgon）』に。
ボルグウィン（Björgvin） ※ 英『グラットン（Glatton）』に。
モニター艦
- ミョルニル級 - 2隻

ミョルニル（Mjölner）、（Thrudvang）、
- スコピオネン（Skorpionen） - 1隻
- トール（Thor）

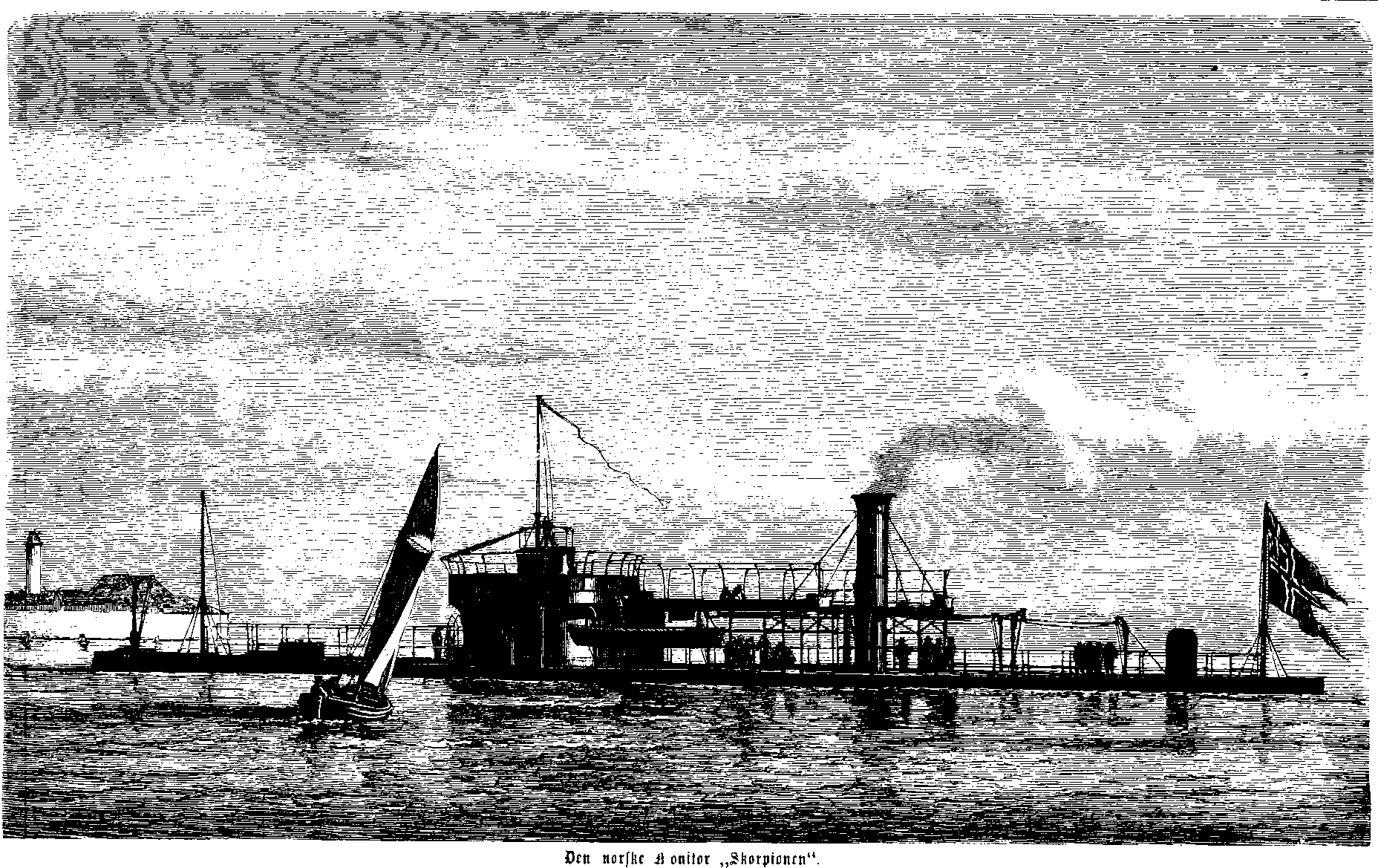
モニター「スコピオネン」
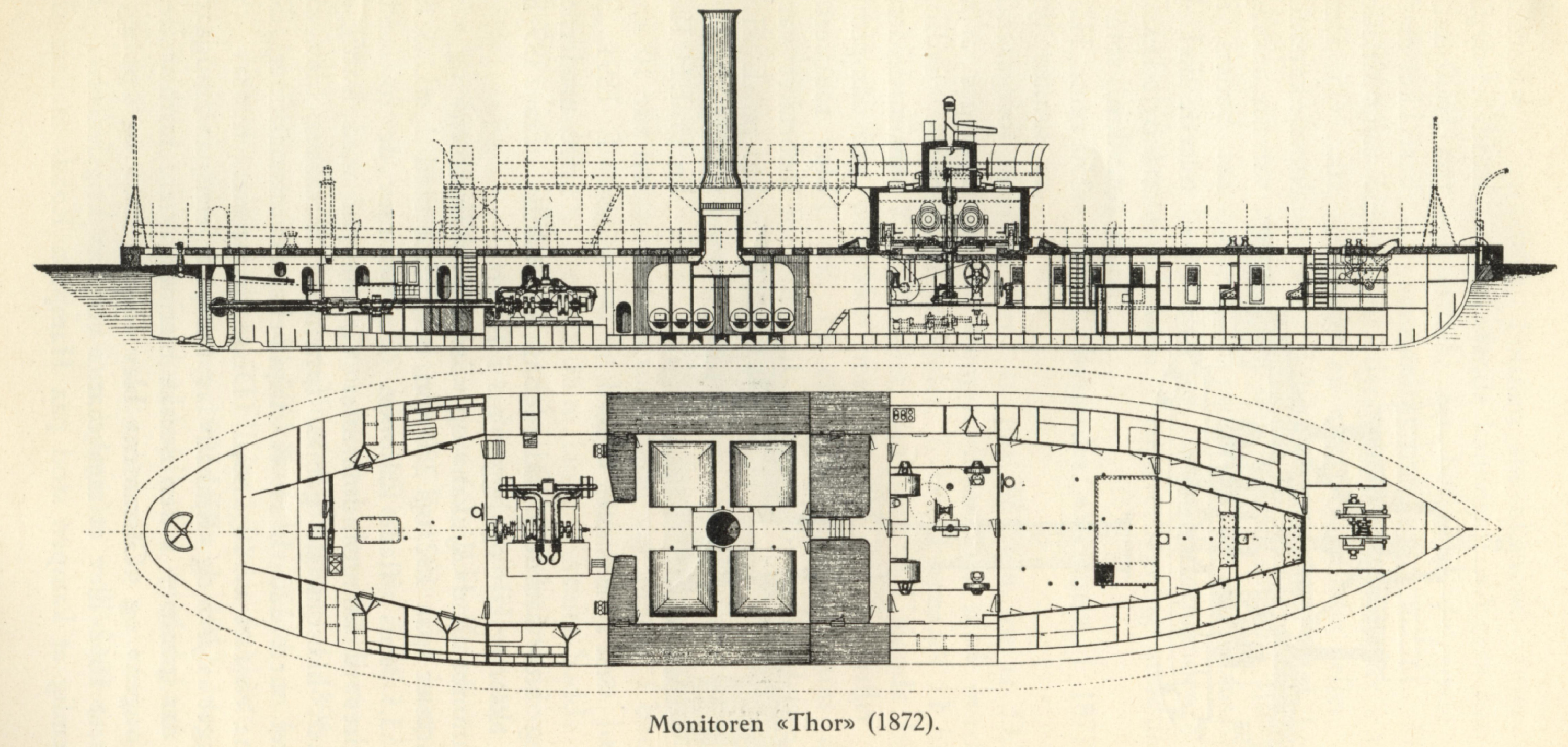
モニター「トール」

### 水上戦闘艦

#### 巡洋艦
防護巡洋艦
- ヴァイキング（Viking） - 1隻
- フリチョフ（Frithjof） - 1隻

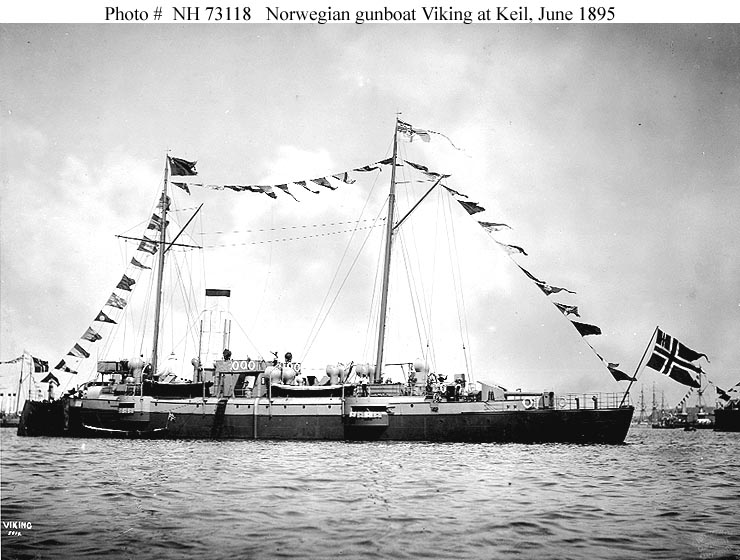
防護巡洋艦ヴァイキング
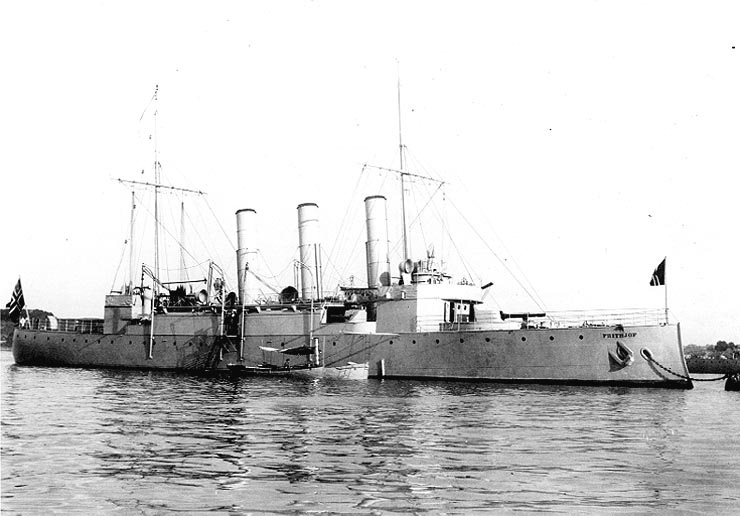
防護巡洋艦フリチョフ

#### 駆逐艦
WW I以前の駆逐艦
- （Valkyrjen） - 1隻

- ドラグ級 - 3隻

ドラグ（Draug）、トロール（Troll）、ガルム（Garm）、

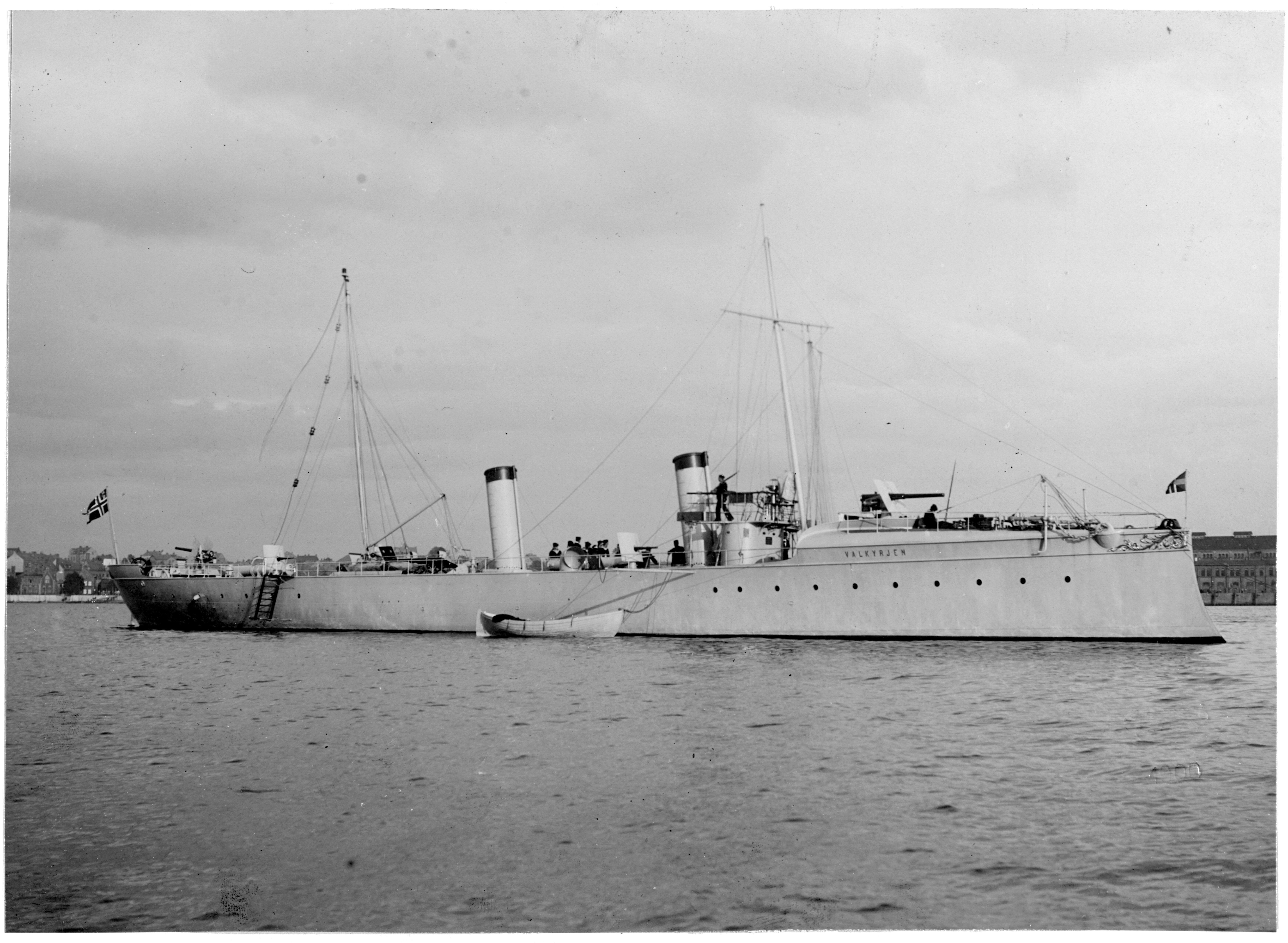
駆逐艦「Valkyrjen」
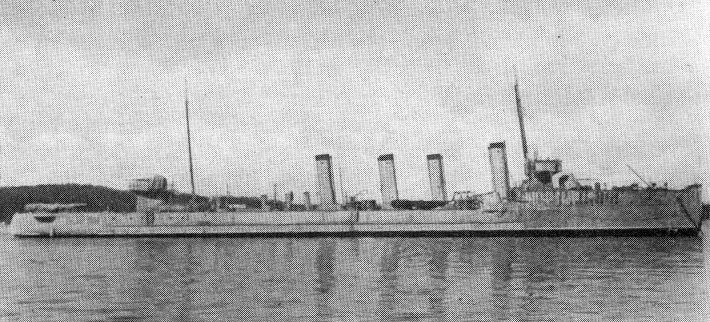
駆逐艦「ドラグ」
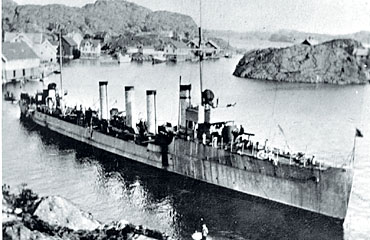
駆逐艦「トロール」
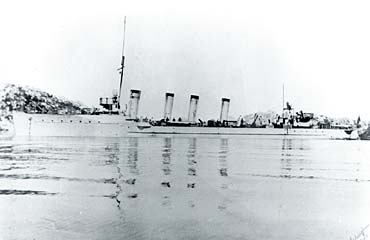
駆逐艦「ガルム」

戦間期の駆逐艦
- スレイプニル級駆逐艦 - 6隻

スレイプニル(Sleipner)、エーゲル(Æger)、ギーレル(Gyller)、オーディン(Odin)、バルドル(Balder)、トール(Tor)
WW II中及びWW II後の駆逐艦
- 旧・英S級 - 2隻

ストルド（KMN Stord）, 旧サクセス（HMS Succes）
スヴェンナー（KMN Svenner）、旧シャーク（HMS Shark）
- 旧・英タウン級 - 5隻

リンカーン（Lincoln）、旧ヤーナル（USS Yarnall）
セント・アルバンス（St Albans）、旧トーマス（USS Thomas）
マンスフィールド（Mansfield）、旧エヴァンス（USS Evans）
バス（Bath）、旧ホープウェル（USS Hopewell）
ニューポート（Newport）、旧シゴーニー（USS Sigourney）
- 旧・英ハント級II型 - 3隻

アーレンダール（KMN Arendal）、旧バズワース（HMS Badsworth）
トロムソ（KMN Tromsø）、旧ゼットランド（HMS Zetland）
ハウゲスン（KMN Haugesund）、旧ボーフォート（HMS Beaufort）
- 旧・英ハント級III型 - 2隻

ナルヴィク（KMN Narvik）、旧グレイスデール（HMS Glaisdale）
エスクデール（KMN Eskdale）、旧エスクデール（HMS Eskdale）
- 旧・英Cr級 - 4隻

ベルゲン（KMN Bergen）、旧クロムウェル（HMS Cromwell）
オスロ（KMN Oslo）、旧クラウン（HMS Crown）
トロンハイム（KMN Trondheim)、旧クロージアーズ（HMS Croziers）
スタヴァンゲル（KMN Stavanger）、旧クリスタル（HMS Crystal）

#### 護衛駆逐艦
- 旧・英ハント級 - 2隻

トロムソ(F-311 Tromso) ※旧ビューフォート(Beaufort)、
ヘウゲソン(F-312 Haugesund) ※旧シェトランド(Zetland)

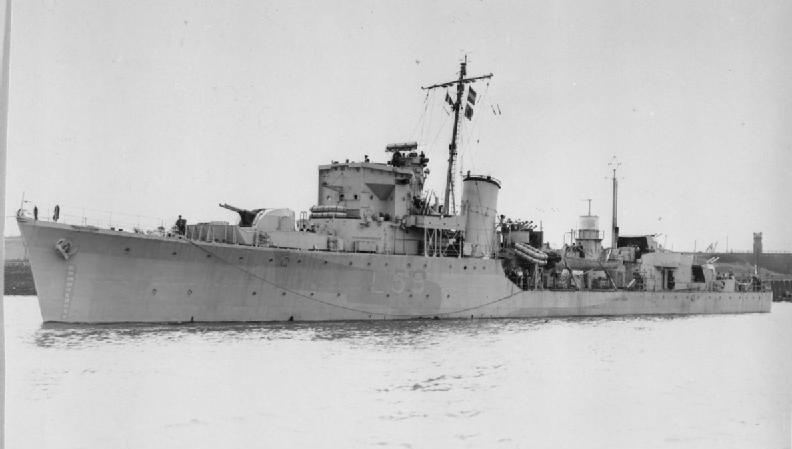
護衛駆逐艦トロムソ

#### フリゲート
- 旧・加リバー級 - 3隻

ドラグ(F-313 Draug) ※旧ペネトン(Penetang)、
トロル(F-314 Troll) ※旧プレストニアン(Prestonian)、
ガルム(F-315 Garm) ※旧トロント(Toronto)
- オスロ級フリゲート - 5隻

オスロ(F-300 Oslo)、ベルゲン(F-301 Bergen)、トロンダイム(F-302 Trondheim)、スタヴァンゲル(F-303 Stavanger)、ナルヴィク(F-304 Narvik)
- フリチョフ・ナンセン級フリゲート - 5隻[1]

フリチョフ・ナンセン(F-310 Fridtiof Nansen)、ロアル・アムンゼン(F-311 Roald Amundsen)、オットー・スヴェドラップ(F-312 Otto Scerdrup)、ヘルゲ・イングスタ(F-313 Helge Ingstad)、トール・ヘイエルダール(F-314 Thor Heyerdahl)

### 潜水艦

#### 通常動力型潜水艦
WW Iまでの潜水艦
- 『A-1』[3] - 1隻

- 『クルップ-ゲルマニア』型 - 3隻

A-2、3、4、
WW IIまでの潜水艦
- 『ホランド』型 - 6隻

B-1、2、3、4、5、6
- 旧・独VIIC型 - 3隻

キア(S-307 Kya) ※旧U-926、
キン(S-308 Kinn) ※旧U-1202、
カウラ(S-309 Kaura) ※旧U-995、
- 旧・独XXIII型 - 1隻

ネーター(Knerter) ※旧U-4706
- コッベン級潜水艦 - 15隻

カウラ(S-315 Kaura)、キン(S-316 Kinn)、キア(S-317 Kya)、コッベン(S-318 Kobben)、クンナ(S-319 Kunna)、ウーラ(S-300 Ura)、ウートシラ(S-301 Utsira)、ウートスタイン(S-302 Utstein)、ウートヴァール(S-303 Utvaer)、ウートハウグ(S-304 Uthaug)、スクリンナ(S-305 Sklinna)、スコルペン(S-306 Skolpen)、スタッド(S-307 Stadt)、ストルド(S-308 Stord)、スヴェンナー(S-309 Svenner)
- ウーラ級潜水艦 - 6隻[1]

ウーラ(S-300 Ula)、ウートシラ(S-301 Utsira)、ウートステイン(S-302 Utstein)、ウートヴァール(S-303 Utvaer)、ウートハウグ(S-304 Uthaug)、ウーレット(S-305 Uredd)
- 212CD型 - （4隻計画中）[1]

### 機雷戦艦艇

#### 敷設艦艇
機雷敷設艦
- （Fröya） - 1隻

- Glommen級 - 2隻

（Glommen）、（Laugen）、
- オクソイ級機雷掃討艇

### 哨戒艦艇

#### 哨戒・警備艦艇
砲艦
- Uller級 - 2隻

（Uller）、（Vale）
- （Sleipner） - 1隻

- Brage級 - 2隻

（Brage）、（Nor）
- （Vidar） - 1隻

- Gor級 - 2隻

（Gor）、（Tyr）、
- （Aeger） - 1隻 ※ 二等砲艦

- （Sarpen） - 1隻

- Orkla級 - 2隻

（Orkla）、（Rauma）
哨戒艇
- 『No.1』型 - 2隻

No.1、2、
水雷艇
- Derfin級 - 10隻 ※ 一等水雷艇

（Derfin）、（Brand）、（Hai）、（Hval）、（Laks）、（Sæl）、（Storm）、（Slid）、（Skrei）、（Trods）、
- Springer級 - 2隻 ※ 二等水雷艇

（Springer）、（Od）、
- Pil級 - 2隻 ※ 二等水雷艇

（Pil）、（Rask）、
- （Snar） - 1隻 ※ 二等水雷艇

- Orm級 - 2隻 ※ 二等水雷艇

（Orm）、（Oter）、
- Varg級 - 2隻 ※ 二等水雷艇

（Varg）、（Raket）、
- Blink級 - 3隻 ※ 二等水雷艇

（Blink）、（Glimt）、（Lyn）、
- Djerv級 - 3隻 ※ 二等水雷艇

（Djerv）、（Dristig）、（Kvik）、
- Hvas級 - 2隻 ※ 二等水雷艇

（Hvas）、（Kjæk）、
- Hauk級 - 2隻 ※ 二等水雷艇

（Hauk）、（Falk）、
- Skarv級 - 3隻 ※ 二等水雷艇

（Skarv）、（Kjell）、（Teist）、
- Grib級 - 3隻 ※ 二等水雷艇

（Grib）、（Jo）、（Lom）
- Örn級 - 2隻 ※ 二等水雷艇

（Örn）、（Ravn）、
- （Myg） - 1隻 ※ 三等水雷艇

- Snögg級 - 3隻

（Snögg）、（Stegg）、（Trygg）、
漁業監視船
- ヘイムダル（Heimdal） - 1隻
- フリチョフ・ナンセン（Fridtjof Nansen） - 1隻

#### 高速戦闘艇
- ハウク級高速ミサイル艇
- スキョル級高速ミサイル艇
- シェル級ミサイル艇

### 補助艦艇

#### 補給艦艇
輸送船・運送船
- （Ellida） - 1隻
- （Farm） - 1隻

#### 支援艦艇
支援艦
- ヴァルキリエン

## 関連組織所属船艇

### コーストガード

#### 警備救難業務用船
巡視船
- （Morelos） - 1隻